# Gala international du trot
Le Gala international du trot (en italien Gala Internazionale del Trotto, Finale Campionato Master en 2017) est une ancienne course hippique de trot attelé se déroulant au mois de décembre sur l'hippodrome de Turin (Italie). Créée en 2001, elle était nommée jusqu'en 2003 Grand Prix de Rome.
Cette course réservée aux chevaux de 4 ans et plus était jusqu'en 2018 classée Groupe I. Elle devient en 2019 le Gran Premio Finale Campionato Italiano Master, disputé à Bologne et classé Groupe II. Elle n'est plus au programme depuis 2020.
Elle se courait sur la distance de 2 100 mètres, départ à l'autostart. L'allocation 2018 était de 110 000 €. Jusqu'en 2012, elle se déroulait sur l'hippodrome Tor di Valle à Rome. Après une édition 2013 sur l'hippodrome d'Agnano à Naples, la course est de retour à Rome en 2014, sur l'hippodrome de Capannelle, puis émigre à Turin en 2018.

## Palmarès
| Année | Vainqueur         | Pays       | Père              | Driver                     | Temps   |
| ----- | ----------------- | ---------- | ----------------- | -------------------------- | ------- |
| 2018  | Tina Turner       | Italie     | Daguet Rapide     | Andrea Guzzinati           | 1'12"   |
| 2017  | Trendy Ok         | Italie     | Varenne           | Alessandro Gocciadoro      | 1'13"4  |
| 2016  | Trendy Ok         | Italie     | Varenne           | Alessandro Gocciadoro      | 1'12"8  |
| 2015  | Oropuro Bar       | Italie     | Love You          | Vincenzo P Dell'Annunziata | 1'12"8  |
| 2014  | Orsia             | Italie     | Angus Hall        | Giampaolo Minnucci         | 1'13"   |
| 2013  | Mack Grace SM     | Italie     | CC's Chuckie T    | Roberto Andreghetti        | 1'14"   |
| 2012  | Looney Tunes      | Italie     | Ganymède          | Tommaso di Lorenzo         | 1'13"7  |
| 2011  | Lisa America      | Italie     | Varenne           | Dominik Locqueneux         | 1'13"1  |
| 2010  | Look Mp           | Italie     | Sugarcane Hanover | Vincenzo Dell'Annunziata   | 1'12"6  |
| 2009  | Fitzgerald Bigi   | Italie     | SJ's Photo        | Andrea Guzzinati           | 1'14"21 |
| 2008  | Opal Viking       | Suède      | Turnpike Taylor   | Jorma Kontio               | 1'14"7  |
| 2007  | Algiers Hall      | États-Unis | Conway Hall       | Santo Mollo                | 1'14"1  |
| 2006  | Passionate Kemp   | Finlande   | Lindy Lane        | Jorma Kontio               | 1'14"4  |
| 2005  | Malabar Circle As | Suède      | Malabar Man       | Andrea Guzzinati           | 1'14"2  |
| 2004  | Joyau d'Amour     | France     | Viking's Way      | Tony Le Beller             | 1'13"4  |
| 2003  | Revenue           | Suède      | Rêve d'Udon       | Lufti Kolgjini             | 1'14"4  |
| 2002  | Revenue           | Suède      | Rêve d'Udon       | Lufti Kolgjini             | 1'13"6  |
| 2001  | Varenne           | Italie     | Waikiki Beach     | Giampaolo Minnucci         | 1'14"5  |